# Eupetomena
Eupetomena – rodzaj ptaków z podrodziny kolibrów (Trochilinae) w rodzinie kolibrowatych (Trochilidae).

## Zasięg występowania
Rodzaj obejmuje gatunki występujące w Ameryce Południowej – w Surinamie, Brazylii, Peru, Boliwii, Paragwaju i północno-wschodniej Argentynie.

## Morfologia
Długość ciała 12–17,5 cm; masa ciała 6–9,7 g.

## Systematyka

### Etymologia
- Eupetomena: gr. ευ eu „dobry, ładny”; πετομενος petomenos „latający”, od πετομαι petomai „latać”[7].
- Aphantochroa: gr. αφαντος aphantos „niejasny, ciemny”, od negatywnego przedrostka α- a-; φαντος phantos „widoczny”, od φαινω phainō „pokazywać”; χροα khroa, χροας khroas „wygląd, kolor”, od χρως khrōs, χρωτος khrōtos „cera, karnacja”[8]. Gatunek typowy: Trochilus cirrochloris Vieillot, 1818.
- Prognornis: łac. progne „jaskółka”; gr. ορνις ornis, ορνιθος ornithos „ptak”[9]. Gatunek typowy: Trochilus macrourus J.F. Gmelin, 1788.

### Podział systematyczny
Do rodzaju należą następujące gatunki:
- Eupetomena macroura (J.F. Gmelin, 1788) – śmigacz
- Eupetomena cirrochloris (Vieillot, 1818) – miedziaczek